# اسپایکوژن
اسپایکوژن واکسن کووید-۱۹ تولید مشترک ایران و استرالیا است که به صورت مشترک توسط دو شرکت وکسین (vaxine) و سیناژن تولید شده و در مرحله مطالعات بالینی قرار گرفت و در تاریخ چهاردهم مهر ماه ۱۴۰۰ از سازمان غذا و دارو مجوز مصرف اضطراری دریافت کرد. این واکسن نوعی واکسن ساب‌یونیت است. مزیت این نوع واکسن در استفاده از پروتئین نوترکیب و عدم استفاده از خود ویروس زنده یا کشته شده‌است. در دی ماه ۱۴۰۰ بر اساس تاییدیه سازمان غذا و دارو و با توجه به مصوبات کمیته ملی واکسن کووید-۱۹ این واکسن به عنوان نوبت سوم همه واکسن‌های موجود در ایران و در تمامی افراد بالای ۱۸ سال تایید شد.

## استفاده درمانی و ساختار

### مکانیسم عملکرد واکسن
واکسن کرونا اسپایکوژن، حاوی پروتئین نوترکیب مشابه با پروتئین Spike در ویروس کرونا است. پروتئین Spike در سطح ویروس کرونا (SARS-CoV-۲) یکی از مهم‌ترین ویژگی‌های ساختمانی این ویروس است که ویروس از طریق اتصال Spike با گیرنده ACE2 در سلول‌های بدن انسان، وارد سلول میزبان شده و تکثیر می‌شود؛ بنابراین، پروتئین Spike یک هدف اساسی برای تهیه انواع درمان‌ها یا واکسن علیه بیماری کرونا است. این واکسن در دسته واکسن‌های ساب‌یونیت با پلتفرم مشابه واکسن کرونا شرکت نواوکس جای دارد.

### ادجوانت غیر آلومینیومی ™Advax
اغلب در واکسن‌ها برای تحریک بهتر دستگاه ایمنی بدن و پاسخ بهتر به واکسن از ماده‌ای به عنوان ادجوانت استفاده می‌شود. این ماده باعث سرعت بخشیدن به پاسخ ایمنی و طولانی‌تر شدن این پاسخ می‌شود. ادجوانت را به دسته های مختلفی دارند که از جمله آن ها نمک های معدنی همچون ترکیبات آلومینیومی است. در ساخت واکسن اسپایکوژن از نوع متفاوتی از ادجوانت‌ها که غیرآلومینیومی استفاده شده است که حاوی ‌ذرات پلی‌ساکاریدی اینولین دلتا و سی‌پی‌جی است. پیش از این Vaxine، بر اثرات ادجوانت Advax در سایر واکسن‌های انسانی همچون آنفلوآنزای فصلی و پاندمیک و همچنین هپاتیت ب تحقیق کرده است که نتایج آن نیز ایمن و اثربخش بوده است. از ویژگی‌های Advax این است که در کنار عوارض بسیار خفیف و قابل‌تحملی که دارد، توان فعال‌سازی مناسب هر دو مسیر ایمنی بدن شامل سلولار و هومورال را نیز دارد.

## نام تجاری
اسپایکوژن نام تجاری این محصول در ایران خواهد بود و این محصول توسط شرکت وکسین استرالیا با نام COVAX-۱۹ به ثبت رسیده‌است.

## مطالعات پیش بالینی
این واکسن در مطالعات حیوانی در سه گونه حیوانی موش‌ها، میمون‌ها و راسوها، هیچ‌گونه سمیتی نشان نداده و باعث ایجاد ایمنی قابل قبولی در برابر ویروس و جلوگیری از بروز بیماری شده‌است. نتایج این مطالعات که به بررسی میزان ایمنی ایجاد شده و ایمنی واکسن در این حیوانات پرداخته‌است، در سپتامبر ۲۰۲۱ در ژورنال علمی Vaccine با ضریب تأثیر ۳٫۶ منتشر شد.

#### واکسن اسپایکوژن در میمون
در تمامی میمون‌ها، تنها پس از تزریق یک نوبت از واکسن اسپایکوژن، سطح ایمنی بسیار بالایی در مقابل ویروس کرونا ایجاد شد. هیچ مرگ مرتبط با واکسن و عوارض بالینی از جمله تغییر در وزن و تغذیه حیوانات، گزارش نشد. حیواناتی که واکسن را دریافت نکرده بودند به سرعت دچار علائم اصلی بیماری کووید-۱۹ شدند و میزان بالایی از ویروس در ریه داشتند؛ در حالی که ریه حیوانات ایمن شده با واکسن اسپایکوژن کاملاً نرمال بود؛ تمام میمون‌هایی که واکسن کرونای اسپایکوژن را دریافت کردند، زنده ماندند در حالی که تمام میمون‌هایی که واکسن را دریافت نکرده بودند، از بین رفتند.

#### واکسن اسپایکوژن در موش و راسو
در گروهی از موش‌ها که واکسن اسپایکوژن را دریافت کردند، بعد از تزریق دوم واکسن، سطح بالایی از ایمنی ایجاد شده در مقابل ویروس، مشاهده شد. تزریق پروتئین نوترکیب اسپایک همراه با ادجوانت Advax در موش‌ها باعث افزایش بیشتر تولید آنتی‌بادی (در مقایسه با ادجوانت آلومینیومی)، تولید پاسخ Th1/Th۲ بالانس بیشتر و تحریک سلول‌های T سایتوتوکسیک با توانایی از بین بردن پروتئین spike و افزایش آنتی‌بادی‌های خنثی‌کننده (نوترالایزینگ) ویروس می‌شود. یافته‌های این مطالعه در راسوها نشان می‌دهد که آنتی‌بادی anti-RBD IgG دو هفته بعد از تزریق اولین دوز در همه گروه‌هایی که پروتئین اسپایک نوترکیب را دریافت کردند، قابل تشخیص بوده و سطح آن دو هفته پس از دومین دوز، افزایش نیز داشته‌است. همچنین، همه راسوهای دریافت‌کننده دو تزریق با پروتئین اسپایک نوترکیب با دوز ۲۵ یا ۵۰ و حدود ۸۴٪ از راسوهای دریافت‌کننده دو دوز ۱۲٫۵ به همراه Advax-SM، هیچ ویروس قابل‌شناسایی در ترشحات بینی nasal virus نداشتند. واکسیناسیون به خوبی توسط حیوانات تحمل شد، هیچ مرگی که در ارتباط با واکسن باشد و عوارض مشاهده نشد.

## مطالعات بالینی

### فاز I
فاز اول مطالعات بالینی این واکسن در کشور استرالیا صورت گرفته و مورد تأیید وزارت بهداشت استرالیا قرار گرفته‌است. به گفته شرکت سازنده ایرانی، مطالعات مرحله اول این واکسن بر روی ۴۰ فرد بزرگسال سالم (بین ۱۸ تا ۶۵ سال) و در دو گروه در شهر آدلاید استرالیا انجام پذیرفته‌ است. بر اساس این گزارش عارضه جدی در این مرحله در داوطلبان مشاهده نشده و عمده عوارض جانبی مشاهده شده شامل سردرد و احساس خستگی بوده‌است.

### فاز II
فاز دوم مطالعات این واکسن در ایران و در خرداد و تیر ۱۴۰۰ صورت گرفت. کیانوش جهانپور در ۳۱ می ۲۰۲۱ اعلام کرد که فاز دوم مطالعات با مشارکت ۴۰۰ داوطلب ایرانی انجام خواهد شد. در تیرماه، پژوهشگر طرح مطالعاتی واکسن ایرانی-استرالیایی اسپایکوژن، از پایان فاز ۲ مطالعه بالینی واکسن اسپایکوژن و انتشار نتایج آن خبر داد که به گفته وی پس از تأیید وزارت بهداشت منجر به آغاز فاز ۳ مطالعه بالینی آن شد.
در فاز ۲ مطالعه بالینی، هیچ‌گونه عوارض جانبی جدی و منجر به بستری رخ نداده‌است. به گفته وی تست‌های اختصاص ایمنی‌زایی در داوطلبان فاز ۲ انجام شده‌است که نتایج آنها به زودی در قالب مقاله منتشر خواهد شد.
این مطالعه در تست خنثی کردن ویروس (Virus Neutralization Test یا cVNT) حاکی از مهار ۸۷ درصدی ویروس کرونا توسط آنتی‌بادی تشکیل شده از واکسن اسپایکوژن در سرم دریافت‌کنندگان واکسن است. میزان آنتی‌بادی خنثی‌کننده (Neutralizing antibody) بیش از ۲۰ برابر افزایش یافت. بیشترین عوارض مشاهده‌شده در این فاز شامل تورم و درد در محل تزریق، سردرد، بدن درد و خستگی بوده است.

### فاز III
با تأیید نتایج فاز ۲، از نیمه مرداد ۱۴۰۰ مطالعه بالینی فاز ۳ با هدف بررسی اثربخشی این واکسن در جلوگیری از ابتلا به کرونا با شرکت ۱۶ هزار و ۸۷۶ نفر داوطلب آغاز شد. همچون فاز ۲ در این فاز نیز اسپایکوژن در دو دوز ۲۵ میکروگرم و به فاصله ۲۱ روز به داوطلبان به صورت عضلانی در بازو تزریق می‌شود. با توجه به همزمانی مطالعه واکسن اسپایکوژن با واکسیناسیون کشوری در افراد بالای ۵۰ سال و مصوبه کمیته اخلاق کشوری وزارت بهداشت، مجوز ورود به مطالعه برای گروه سنی بیشتر از ۱۸ سال و کمتر از ۵۰ سال صادر شد. به گفته مسئول علمی بخش تحقیق و توسعه واکسن اسپایکوژن، در روز اول به ۵۰۰ تا ۶۰۰ نفر تزریق شد و به مرور روزانه به ۱۰۲۰ داوطلب تزریق شد. وی در مصاحبه خود در هفته پایانی مرداد اشاره کرد: «در طول فازهای بالینی دو و سه تاکنون عارضه گرید سه ثبت نشده‌است». به گزارش پایگاه رسمی اسپایکوژن، بیش از ۶۷۰۰۰ نفر برای شرکت در فاز ۳ کارآزمایی بالینی اسپایکوژن در سایت ثبت نام کردند و پس از انجام ۵۰ هزار تماس تلفنی در حدود دو ماه شرایط ثبت‌نام‌کنندگان از نظر علمی برای ورود به مطالعه بررسی شد. نهایتاٌ بیش از ۳۶۰۰۰ نفر، دارای شرایط مناسب برای شرکت در کارآزمایی شناخته شدند که در نهایت حدود ۱۷۰۰۰ نفر از آنان برای تزریق اول مراجعه کردند و ۳ هفته پس از آغاز مطالعه، تمامی تزریق‌های دوز اول برای داوطلبان انجام شد.

### مطالعه دز بوستر
در آذرماه سال ۱۴۰۰ و پس از برگزاری فاز سه بالینی، مطالعه واکسن اسپایکوژن به عنوان دز بوستر در ۳۰۰ داوطلب در گروه‌های سنی ۱۸ تا ۹۰ سال انجام شد. در این مطالعه افرادی که واکسیناسیون اولیه آنها حدود ۴ تا ۶ ماه گذشته بود، وارد مطالعه شدند و واکسن اسپایکوژن را به عنوان دز بوستر دریافت کردند. با توجه به نتایج مطالعه بوستر در افرادی که واکسیناسیون اولیه آنها بر پایه پروتئین نوترکیب شامل اسپایکوژن بود، حدود ۱۱ برابر افزایش در آنتی‌بادی‌های خنثی‌کننده داشتند. افرادی که واکسیناسیون اولیه آنها بر پایه پلتفرم وکتور ویروسی بود، حدود ۱۴ برابر افزایش در برابر آنتی‌بادی خنثی‌کننده داشتند و در نهایت افرادی که واکسن با پلتفرم ویروس غیرفعال شده تزریق کرده بودند، بیش از ۲۵ برابر افزایش در برابر آنتی‌بادی‌های خنثی کننده داشتند.

## دریافت تاییدیه و مجوز مصرف

### دریافت مجوز مصرف اضطراری در ایران
رییس سازمان غذاودارو ایران در پانزدهم مهرماه ۱۴۰۰ اعلام کرد که بر اساس گزارش ارسالی از مطالعه بالینی و نظر کمیته بالینی، در این مرحله از مطالعه بالینی فاز ۳ واکسن اسپایکوژن، این واکسن مجوز مصرف اضطراری را از این سازمان دریافت کرده است. به گفته وی، احتمالاً مشکلی برای استفاده از واکسن اسپایکوژن به عنوان دُز بوستر یا یادآور، وجود نداشته باشد، اما اظهارنظر قطعی درباره این موضوع، مستلزم انجام مطالعات بیشتر است. 

### دریافت مجوز برای دز سوم (بوستر) در ایران
پس از برگزاری مطالعه واکسن اسایکوژن برای دز بوستر، وزارت بهداشت ایران در دی ماه ۱۴۰۰ اعلام کرد که این واکسن با تاییدیه سازمان غذا و دارو و با توجه به مصوبات کمیته ملی واکسن کووید-۱۹ به عنوان نوبت سوم همه واکسن‌های موجود در ایران تایید شد. بنابر اعلام معاونت وزارت بهداشت، مجوز این واکسن برای دز بوستر در تمامی افراد بالای ۱۸ سال و زمان تزریق به فاصله حداقل سه ماه از نوبت دوم است.
| فاز             | شماره ثبت             | شروع           | شمار شرکت کنندگان | شمار شرکت کنندگان | شمار شرکت کنندگان | سن شرکت کنندگان | مکان             | منبع          |
| فاز             | شماره ثبت             | شروع           | مجموع             | واکسن             | دارونما           | سن شرکت کنندگان | مکان             | منبع          |
| --------------- | --------------------- | -------------- | ----------------- | ----------------- | ----------------- | --------------- | ---------------- | ------------- |
| I               | NCT04453852           | ۳۰ ژوئن ۲۰۲۰   | ۴۰                | ۳۰                | ۱۰                | ۱۸-۶۵           | آدلاید، استرالیا | [ ۲۳ ] [ ۲۴ ] |
| II              | IRCT20150303021315N23 | ۳۰ می ۲۰۲۱     | ۴۰۰               | ۳۰۰               | ۱۰۰               | ۱۸+             | تهران، ایران     | [ ۲۵ ]        |
| II              | NCT04944368           | ۳۰ می ۲۰۲۱     | ۴۰۰               | ۳۰۰               | ۱۰۰               | ۱۸+             | تهران، ایران     | [ ۲۶ ]        |
| III             | IRCT20150303021315N24 | ۷ اوت ۲۰۲۱     | ۱۶٬۸۷۶            | ۱۲٬۶۵۷            | ۴٬۲۱۹             | ۱۸-۵۰           | تهران، ایران     | [ ۱۱ ]        |
| III             | NCT05005559           | ۷ اوت ۲۰۲۱     | ۱۶٬۸۷۶            | ۱۲٬۶۵۷            | ۴٬۲۱۹             | ۱۸-۵۰           | تهران، ایران     | [ ۲۷ ]        |
| مطالعه دز بوستر | IRCT20150303021315N26 | ۱۶ دسامبر ۲۰۲۱ | ۳۰۰               |                   |                   | ۱۸+             | تهران، ایران     | [ ۲۸ ]        |
| مطالعه دز بوستر | NCT05175625           | ۱۶ دسامبر ۲۰۲۱ | ۳۰۰               |                   |                   | ۱۸+             | تهران، ایران     | [ ۲۸ ]        |